# コペイスク市電
コペイスク市電（ロシア語: Копейский трамвай）は、現：ロシア連邦の都市・コペイスクとチェリャビンスクを結んでいた都市間路面電車。ソビエト連邦時代の1949年に開通したが、1976年にコペイスク側の路線が、1995年にチェリャビンスク側の路線が廃止された。

## 概要・歴史
コペイスクはチェリャビンスク州に位置する都市で、チェリャビンスク炭田の主要採炭地の1つである。ソビエト連邦（ソ連）時代の1930年代、同都市に近接した大都市のチェリャビンスクで工業化が急速に進む中でコペイスクの炭鉱の需要が急増し、コペイスク市の人口も増加の一途を辿る中、炭鉱労働者や地域住民の移動手段として両都市を結ぶ公共交通機関の需要が高まり始めた。それを受け、1937年以降コペイスク - チェリャビンスク間の都市間路面電車が検討されるようになり、1943年から建設が始まったが、第二次世界大戦（大祖国戦争）下という情勢により本格的な作業は1940年代後半となり、1949年11月7日から営業運転を開始した。
開通当初、途中に存在するソ連国鉄の線路を跨ぐ高架橋を建設する予算が無かった事もあり、「13号線（№ 13）」と命名されたこの路線はコペイスク側とチェリャビンスク側の2つの区間に分断されていた。だが双方の路線の効率的な接続は実現せず、積雪や変電所の故障による長期運休も相次いだ。そのため、1957年から高架橋の建設が実施され、1961年に開通した事で両都市を結ぶ直通列車の運行が始まった。
しかし、当時のコペイスク - チェリャビンスク間には多数の都市間バスも運行しており、施設の老朽化も相まって路面電車の利用客は減少し続けた。そして、1976年をもってコペイスク側の路面電車の運行が停止し、長年の放置を経て1978年に撤去された。その一方でチェリャビンスク側の区間はチェリャビンスク市電の路線として1995年まで残存したほか、最後まで在籍していた車両についても引き続き同市電で使用された。

## 復活計画
コペイスクとチェリャビンスクを結ぶ都市間路面電車の復活計画は廃止直後の1970年代から既に存在しており、2010年代以降も何度か提案されたものの、予算面の問題からバスが有利とされており2020年の時点で復活は実現していない。ただし、都市間輸送の需要の高さを踏まえて路面電車の復活に関する検討は続いており、2018年に発表されたチェリャビンスク地域の経済発展戦略にも両都市を結ぶライトレール建設が含まれている。